# Dragoljub Firulović Firul
Dragoljub Firulović — Firul (20. april 1956) srpski je slikar, pesnik i muzičar.

## Biografija
Slikarstvo je učio na letnjoj akademiji likovnih umetnosti Pena koju je vodio njen osnivač, poznati majstor slikarstva Radislav Trkulja, uz učešće i drugih istaknutih slikara i profesora likovnih Akademija u trajanju od osam godina.
Kao pesnik i član Udruženja književnika Srbije objavio je četiri zbirke poezije: Umiranje vode, Ja, Galerije ili rimovanje u slikarstvu, Lov na kamenje i Sin Anđela, kao i spomen-izdanje Mi smo Astafir. Knjige Ja, Galerije ili rimovanje u slikarstvu i Sin Anđela objavljene su i u prevodu na rumunski jezik.
Jedan je od osnivača Umetničkog udruženja Krajinski krug, čiji je i aktuelni predsednik, kao i udruženja likovnih stvaralaca Negotina. Pokretač je Umetničko-ekološkog udruženja Lovci na kamenje.
Do sada je imao 20 samostalnih izložbi i više grupnih u zemlji i inostranstvu. Učesnik je velikog broja likovnih kolonija u Srbiji i svetu, a njegove slike nalaze se u zbirkama brojnih kolekcionara.
Bavi se i muzikom. Sa maestrom trube Miletom Paunovićem je 2009. godine snimio kompakt-disk pod nazivom Sa istoka sunce (PGP RTS) inspirisan izvornim motivima Negotinske i Timočke Krajine. Često nastupa sa pijanistom Bojanom Čukićem izvodeći narodne pesme u originalnim džez aranžmanima.
Dobitnik je uglednih nagrada i priznanja među kojima su nagrada Akademije Ivo Andrić, Majska nagrada grada Negotina i Međunarodna nagrada Nikita Stanesku (Rumunija).
Trenutno živi i radi u Negotinu u ateljeu Firul.

## Bibliografija
Izvor: Virtuelna biblioteka Srbije — COBISS
- Sin Anđela, poezija. 2011.  978-86-88401-08-1.
- Lov na kamenje, poezija. 2003.  978-86-7634-027-9.
- Umiranje vode, poezija, 1991. COBISS.SR-ID 2736652[мртва веза]
- Ja, Galerije ili rimovanje u slikarstvu, poezija. 1997.  978-86-82211-67-9.
- Fiul îngerului, poezija (izdanje na rumunskom jeziku). 2014.  978-606-664-275-0.

## Spoljašnje veze
- Anđelov Sin, RTS, 2009.
- „Belefov” poklon Beograđanima, RTS, 2011.